# 탄트릭
탄트릭(Tantric)은 미국 켄터키주 루이빌 출신의 포스트 그런지 밴드이다.

## 역사
탄트릭은 데이스 오브 더 뉴의 멤버였던 제시 베스트(Jesse Vest), 토드 화이트너(Todd Whitener), 맷 톨(Matt Taul)과 추가 멤버 휴고 페레이라(Hugo Ferreira), 네 멤버로 결성되었다. 1999년 매버릭 레코드와 계약을 맺고 2001년에 데뷔 음반 《Tantric》을 발매하였다. 이 음반은 빌보드 200 차트에서 71위에 올랐다. 메인스트림 록 차트 1위에 오른 싱글 〈Breakdown〉의 성공과 키드 록, 크리드 등과의 밴드와 공연을 열게 되면서 이 음반은 플래티넘을 인증받았다.
두 번째 음반 《After We Go》는 2004년 2월에 발매되었다. 이번 음반은 빌보드 200에 56위에 올랐으나 싱글이 큰 인기를 끌지는 못하여 데뷔 음반보다 좋은 성적을 거두지는 못하였다.
2005년 가족과 시간을 보내기 위해 제시 베스트가 밴드를 탈퇴하게 되었다고 발표되었다. 그의 자리는 브루스 라프랑스(Bruce LaFrance)가 대신하였다. 탄트릭은 2005년부터 세 번째 음반 작업을 시작하였다. 토드 화이트너는 이 음반에서 베이스를 맡았고, 몇몇 곡에서는 리드 보컬을 맡기도 하였다.
2006년 3월 탄트릭은 매버릭 레코드를 떠나기로 결정하였으며 이로 인해 세 번째 음반의 발매는 무기한 연기되었다. 2007년 5월 토드 화이트너는 밴드 탈퇴를 발표하였으며, 브루스 라프랑스와 맷 톨도 다른 밴드에서 활동하기 위해 밴드를 탈퇴하였다.
휴고는 새 멤버로 케빈 밀러(Kevin Miller, 드럼), 조 페시아(Joe Pessia, 기타), 에릭 레온하르트(Erik Leonhardt, 베이스), 마커스 라첸보엑(Marcus Ratzenboeck, 전자 바이올린)을 채용하였으며, 새로운 레이블 사일런트 메저리티 그룹(Silent Majority Group)과 계약을 맺었다.

## 음반 목록
- 《Tantric》(2001년)
- 《After We Go》(2004년)